# Халикова, Аделина Ильясовна
Аделина Ильясовна Халикова (род. 18 декабря 2002 года, Самара) — российская легкоатлетка, специализирующаяся в прыжках в высоту.

## Биография
Аделина родилась 18 декабря 2002 года в Самаре.
В разное время тренировалась в ВФСО «Динамо», СШОР № 1, ЦСП ОВС Московской области под руководством О. П. Андреевой, В. М. Андреева и М. В. Андреева. На соревнованиях представляет Московскую и Самарскую области.
В 2018 году стала бронзовым призёром чемпионата России в помещении.
В 2019 году стала серебряным призёром чемпионата Европы среди юниоров и победительницей Летнего Европейского юношеского Олимпийского фестиваля.

## Основные результаты

### Международные
| Год  | Соревнования                                       | Место проведения  | Место | Результат |
| ---- | -------------------------------------------------- | ----------------- | ----- | --------- |
| 2018 | Чемпионат Европы среди юношей                      | Дьёр, Венгрия     | 4     | 1,79 м    |
| 2019 | Чемпионат Европы среди юниоров                     | Бурос, Швеция     | 2     | 1,90 м    |
| 2019 | Летний Европейский юношеский Олимпийский фестиваль | Баку, Азербайджан | 1     | 1,86 м    |

### Национальные
| Год  | Соревнования                 | Место проведения | Место | Результат |
| ---- | ---------------------------- | ---------------- | ----- | --------- |
| 2018 | Чемпионат России в помещении | Москва           | 3     | 1,82 м    |
| 2018 | Чемпионат России             | Казань           | 7     | 1,79 м    |
| 2019 | Чемпионат России в помещении | Москва           | 6     | 1,85 м    |
| 2020 | Чемпионат России в помещении | Москва           | 5     | 1,85 м    |
| 2020 | Чемпионат России             | Челябинск        | 4     | 1,85 м    |